# Ancistrocerus neuvillei
Ancistrocerus neuvillei är en stekelart som först beskrevs av François du Buysson 1906.  Ancistrocerus neuvillei ingår i släktet murargetingar, och familjen Eumenidae. Utöver nominatformen finns också underarten A. n. stevensoni.